# CAGE FORCE
CAGE FORCE（ケージ・フォース）は、日本の総合格闘技団体である。主催はGCMコミュニケーション。UFCに通用する選手を発掘することを目的の1つとし、UFCルールに準じたもの、金網（オクタゴン）マッチを採用していた。旧大会名はD.O.G。

## 歴史
2005年3月12日、ディファ有明で第1回興行開催。当初の興行名は「D.O.G（デモリッション・オクタゴン・ギア）」。GCM主催イベント「DEMOLITION」のスペシャル版的な意味合いも持っていた。
2006年9月発足の世界金網格闘技連盟「ワールドワイド・ケージネットワーク（WWCN）」に加盟。それに伴い11月25日のディファ有明大会より「CAGE FORCE」に変更された。命名者は同イベントアドバイザーの宇野薫。
2007年、ライト級およびウェルター級王座決定トーナメントを開催。トーナメントの優勝者はUFC出場の道が開かれると謳われていたとおり、ウェルター級で優勝して王者になった吉田善行が2008年1月にUFCと4試合契約を結んだ。なお、UFCを運営するズッファは初代ライト級王者アルトゥール・ウマハノフに関して、王者決定トーナメント期間中に他のイベント（HERO'S）に出場し、敗北したことから自己管理能力に欠けるとして契約を締結しなかったとしている。
2006年から2013年までUFCミドル級に参戦していた岡見勇信もD.O.G時代に出場して金網の経験を重ねて2006年からのUFCでの活躍に繋げた。
2008年9月27日、「VALKYRIE（ヴァルキリー）」の旗揚げが発表され、11月8日に「CAGE FORCE EX -eastern bound-」を2部構成として第1部で旗揚げ戦が開催された。女子版ケージは2007年にもGCM提携の元で「K-GRACE」として開催された。
2010年から活動停止状態となり、2011年11月に和術慧舟會選手会よりプレスリリースが発表され、CAGE FORCEおよびVALKYRIEならびに慧舟會所属プロのマネージメントを引き受けていたGCMコミュニケーション社長の久保と連絡が取れなくなり、実質活動不能状態に陥っていることが発覚。

## 各シリーズ
ナンバーシリーズ
- 旧D.O.Gから引き継いでディファ有明で開催される。

EXシリーズ
- 2007年より開催。ディファ有明の他、地方開催もあり。女子の試合が組まれる場合もある。

なお、2009年4月以降、これらのシリーズは「CAGE FORCE」に一本化された。

## ルール
UFCに準じたルールを採用しているが、試合によってラウンド数および1ラウンドごとの時間（5分または3分）は変わる。タイトルマッチは5分3ラウンド。ノンタイトルマッチでは顔面肘打ち無しルールなどを採用する場合もある。

## テレビ放送
当初はMXテレビで中継されていたが、D.O.G VIは2006年8月13日にテレビ東京で録画中継が行なわれ、ナンバーシリーズは主に同局で中継されている。CAGE FORCE 09は初めてBSジャパンでサイマル放送された。EXシリーズは主にFIGHTING TV サムライで中継される。

## 階級・王者
現在はCAGE FORCEの階級の区分についてはネバダ州アスレチック・コミッションが制定した階級制度に則っている。
| 階級         | 重量区分 | 王者     |
| ------------ | -------- | -------- |
| ミドル級     | 84kg     | 空位     |
| ウェルター級 | 77kg     | 空位     |
| ライト級     | 70kg     | 弘中邦佳 |
| フェザー級   | 66kg     | 星野勇二 |
| バンタム級   | 62kg     | 水垣偉弥 |

## 開催履歴

### CAGE FORCE
| 大会名                        | 開催年月日     | 会場           | 開催地       |
| ----------------------------- | -------------- | -------------- | ------------ |
| CAGE FORCE                    | 2010年11月28日 | ディファ有明   | 東京都江東区 |
| CAGE FORCE                    | 2010年9月26日  | ディファ有明   | 東京都江東区 |
| CAGE FORCE                    | 2010年7月25日  | ディファ有明   | 東京都江東区 |
| CAGE FORCE                    | 2010年6月19日  | ディファ有明   | 東京都江東区 |
| CAGE FORCE                    | 2010年4月11日  | ディファ有明   | 東京都江東区 |
| CAGE FORCE                    | 2010年2月11日  | ディファ有明   | 東京都江東区 |
| CAGE FORCE                    | 2009年12月5日  | ディファ有明   | 東京都江東区 |
| CAGE FORCE                    | 2009年10月24日 | ディファ有明   | 東京都江東区 |
| CAGE FORCE                    | 2009年9月12日  | ディファ有明   | 東京都江東区 |
| CAGE FORCE & Valkyrie         | 2009年7月12日  | ディファ有明   | 東京都江東区 |
| CAGE FORCE                    | 2009年6月27日  | ディファ有明   | 東京都江東区 |
| CAGE FORCE 10                 | 2009年4月25日  | ディファ有明   | 東京都江東区 |
| CAGE FORCE EX -eastern bound- | 2009年2月28日  | 所沢市民体育館 | 埼玉県所沢市 |
| CAGE FORCE 09                 | 2008年12月6日  | ディファ有明   | 東京都江東区 |
| CAGE FORCE EX -eastern bound- | 2008年11月8日  | ディファ有明   | 東京都江東区 |
| CAGE FORCE 08                 | 2008年9月27日  | ディファ有明   | 東京都江東区 |
| CAGE FORCE 07                 | 2008年6月22日  | ディファ有明   | 東京都江東区 |
| CAGE FORCE 06                 | 2008年4月5日   | ディファ有明   | 東京都江東区 |
| CAGE FORCE EX -eastern bound- | 2008年2月11日  | ディファ有明   | 東京都江東区 |
| CAGE FORCE 05                 | 2007年12月1日  | ディファ有明   | 東京都江東区 |
| CAGE FORCE EX -eastern bound- | 2007年11月11日 | ディファ有明   | 東京都江東区 |
| CAGE FORCE 04                 | 2007年9月8日   | ディファ有明   | 東京都江東区 |
| CAGE FORCE 03                 | 2007年6月9日   | ディファ有明   | 東京都江東区 |
| CAGE FORCE EX -eastern bound- | 2007年5月27日  | ディファ有明   | 東京都江東区 |
| CAGE FORCE 02                 | 2007年3月17日  | ディファ有明   | 東京都江東区 |
| CAGE FORCE EX -western bound- | 2007年2月17日  | 米子産業体育館 | 鳥取県米子市 |
| CAGE FORCE 01                 | 2006年11月25日 | ディファ有明   | 東京都江東区 |

### D.O.G
| 大会名    | 開催年月日     | 会場         | 開催地       |
| --------- | -------------- | ------------ | ------------ |
| D.O.G VII | 2006年9月9日   | ディファ有明 | 東京都江東区 |
| D.O.G VI  | 2006年6月11日  | ディファ有明 | 東京都江東区 |
| D.O.G V   | 2006年4月1日   | ディファ有明 | 東京都江東区 |
| D.O.G IV  | 2005年12月11日 | ディファ有明 | 東京都江東区 |
| D.O.G III | 2005年9月17日  | ディファ有明 | 東京都江東区 |
| D.O.G II  | 2005年6月11日  | ディファ有明 | 東京都江東区 |
| D.O.G I   | 2005年3月12日  | ディファ有明 | 東京都江東区 |